# Paranticoma bandaensis
Paranticoma bandaensis is een rondwormensoort uit de familie van de Anticomidae. De wetenschappelijke naam van de soort is voor het eerst geldig gepubliceerd in 1930 door Micoletzky & Kreis.